# Мартишкино
Марти́шкино (рос. Мартышкино, марій. Лап Пӱнчер) — присілок у складі Гірськомарійського району Марій Ел, Росія. Входить до складу Усолинського сільського поселення.

## Населення
Населення — 70 осіб (2010; 83 у 2002).
Національний склад (станом на 2002 рік):
- гірські марійці — 100 %